# 波号第十潜水艦
|          |                                                          |
| 艦歴     |                                                          |
| 計画     | 明治40年艦艇補充費(予算) 新充実計画(1911-1916年度)       |
| 建造所   | シュナイダー社（フランス）                               |
| 起工     | 1913年11月20日                                           |
| 進水     | 1914年4月7日                                             |
| 竣工     | 1917年7月20日                                            |
| 除籍     | 1929年4月1日                                             |
| 性能諸元 |                                                          |
| 排水量   | 常備：450トン 水中：665トン                              |
| 全長     | 56.74m                                                   |
| 全幅     | 5.21m                                                    |
| 吃水     | 3.10m                                                    |
| 機関     | シュナイダー石油機関2基2軸 水上：2,000馬力 水中：850馬力 |
| 速力     | 水上：17kt 水中：10kt                                    |
| 航続距離 | 水上：12ktで2,050海里 水中：4ktで60海里                  |
| 燃料     |                                                          |
| 乗員     | 竣工時定員39名                                           |
| 兵装     | 機銃1挺 45cm魚雷発射管 艦首2門、水上2門 魚雷8本          |
| 備考     | 安全潜航深度：40m                                        |

波号第十潜水艦（はごうだいじゅうせんすいかん、旧字体：波號第十潜水艦）は、日本海軍の潜水艦。波九型潜水艦（S型）の2番艦。

## 艦歴
1913年（大正2年）11月20日、フランスのシュナイダー社で起工。1914年（大正3年）4月7日進水。1915年（大正4年）3月19日、第十五潜水艇と命名。仏特殊運搬船カンガルーにより運ばれ1916年（大正5年）6月10日、呉に到着。同年6月22日、呉海軍工廠で残工事に着手し、1917年（大正6年）7月20日に竣工。種別、潜水艇、二等潜水艇に類別。1919年（大正8年）4月1日、第十五潜水艦と改称し、三等潜水艦に種別、類別を変更。1923年（大正12年）6月15日、波号第十潜水艦に改称。1929年（昭和4年）4月1日に除籍。

## 歴代艦長
※艦長等は『日本海軍史』第9巻・第10巻の「将官履歴」及び『官報』に基づく。
艇長
- 重岡信治郎 少佐：1916年12月5日[7] - 1917年9月10日[8]

艦長
- 森野草六郎 大尉：1920年12月1日[9]? -
- 松野省三 少佐：1920年12月1日[9] - 1921年3月1日[10]
- 高須三二郎 大尉：1921年3月1日[10] - 11月1日[11]
- 内藤淳 大尉：1921年12月1日[12] - 1922年2月6日[13]
- 関本織之助 大尉：1922年5月30日[14] - 1922年12月1日[15]
- 香宗我部譲 大尉：1922年12月1日[15] - 1923年8月13日[16]